# Las Naves (cantão)
Las Naves é um cantão do Equador localizado na província de Bolívar.
A capital do cantão é a cidade de Las Naves.